# Walter De Greef
Walter De Greef (* 12. November 1957 in Paal) ist ein ehemaliger belgischer Fußballspieler.

## Spielerkarriere
De Greef begann seine Karriere beim FC Beringen, wo er von 1975 bis 1981 unter Vertrag stand. 1981 wechselte er zu RSC Anderlecht. In fünf Jahren in Brüssel gewann der Abwehrspieler zweimal die belgische Meisterschaft und einmal den belgischen Supercup. Weiters konnte er 1983 den UEFA-Pokal gewinnen. Im zweiten Finale in Lissabon stand De Greef in der Startformation der Violetten und spielte durch. 1986 wechselte er nach Österreich zum Wiener Sportclub, wo er nur ein Jahr blieb. 1987 kehrte er nach Belgien zurück und spielte noch ein Jahr bei Sporting Lokeren und später beim Patro Eisdem MM, wo er dann seine Karriere beendete.
International spielte De Greef fünf Mal für Belgien; alle Spiele absolvierte er dabei im Jahre 1984, nachdem er bereits 1979 für ein Länderspiel gegen die Niederlande einberufen, jedoch nicht eingesetzt wurde. Er nahm an der Fußball-Europameisterschaft 1984 in Frankreich teil, wo Belgien in der Gruppenphase ausschied.

## Erfolge
- 2× Belgischer Meister (1985, 1986)
- 1× Belgischer Supercupsieger (1985)
- 1× UEFA-Pokalsieger (1983)